# Степне (Шортандинський район)
Степне́ (каз. Степное) — село у складі Шортандинського району Акмолинської області Казахстану. Входить до складу Дамсинського сільського округу.
Населення — 1331 особа (2021; 1231 у 2009, 1216 у 1999, 1250 у 1989).
Національний склад станом на 1989 рік:
- росіяни — 64 %.